# Alfred Slawik
Alfred Slawik, född 20 oktober 1913 i Wien, död där 11 maj 1973, var en österrikisk SS-Oberscharführer. Han var en av Adolf Eichmanns medarbetare och deltog i deportationen av judar från Österrike, Slovakien, Grekland och Ungern till förintelselägren Auschwitz-Birkenau och Treblinka.